# فيربكي (دنيبروبيتروفسكا)
فيربكي (Вербки) هي مدينة في مقاطعة دنيبروبيتروفسكا في أوكرانيا.
يبلغ عدد سكانها حوالي 3624   نسمة.